# Morgan Glacier
Morgan Glacier är en glaciär i Antarktis. Den ligger i Östantarktis. Australien gör anspråk på området. Morgan Glacier ligger 959 meter över havet.
Terrängen runt Morgan Glacier är varierad, och sluttar brant västerut. Trakten är obefolkad. Det finns inga samhällen i närheten.